# قائمة مستشفيات الصين

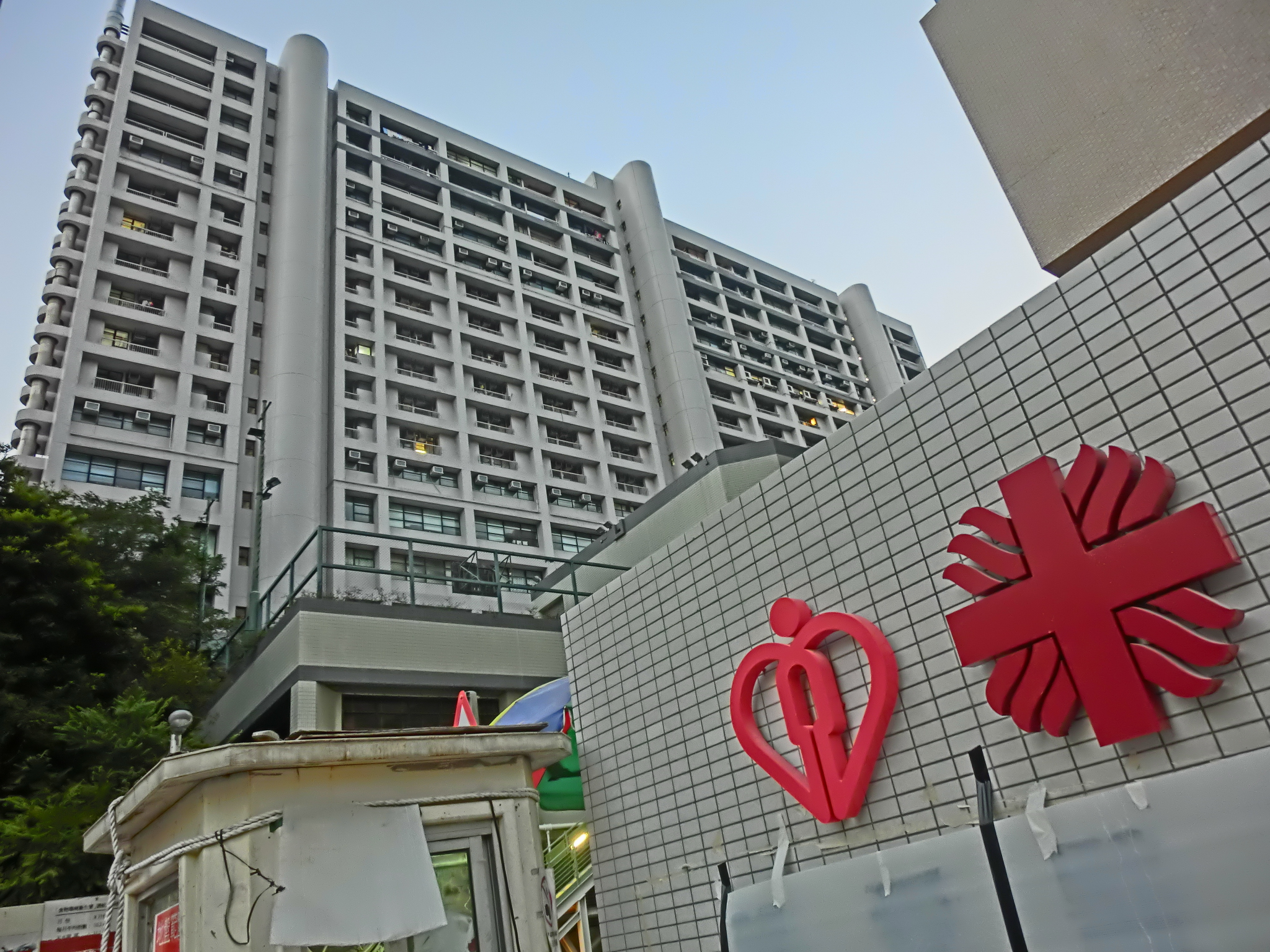
مركز كاريتاس الطبي

المستشفى(الجمع: مُسْتَشْفَيَات) مؤسسة للرعاية الصحية توفر العلاج للمرضى من قبل طاقم طبي وتمريض متخصص ومعدات طبية.

## قائمة مستشفيات الصين
تحتوي هذه القائمة على أسماء مستشفيات في الصين.
- مركز كاريتاس الطبي
- مستشفى سانت بول (هونغ كونغ)
- مستشفى سانت تريزا (هونغ كونغ)
- مستشفى كوانغ شي